# 1585 no Brasil
Esta é uma cronologia dos fatos acontecimentos de ano 1585 no Brasil.

## Eventos
- 12 de abril: Os padres franciscanos chegam ao país.
- 5 de agosto: 
  - Assinado o Tratado de Paz entre os índios Tabajaras e os Portugueses, na Paraíba.
  - Fundação de Cidade Real de Nossa Senhora das Neves (atual João Pessoa) por João Tavares.[1]